# دالي رادج
دالي رادج (بالإنجليزية: Dale Rudge)‏ هو لاعب كرة قدم بريطاني في مركز الوسط، ولد في 9 سبتمبر 1963 في ولفرهامبتن في المملكة المتحدة. لعب مع بريستون نورث إيند ونادي هدنسفورد تاون ووولفرهامبتون واندررز.